# Стојница
Стојница је врста посуде која се користи у апотекама за чување сировина за израду препарата. Производе се се од различитих материјала (стакло, порцелан, керамика, дрво) и различитих су величина и облика, а материјал за израду стојница се бира у зависности од врсте сировине која ће се у њој чувати. Некад су се у стојницама најчешће чувале дроге, односно свежи или осушени биљни органи, као и секундарни продукти биљних органа или изоловане супстанце. Течне супстанце су најчешће чуване у стакленим стојницама, док су се у дрвеним и керамичким стојницама чувале суве супстанце и масти.
Као производи уметничког заната, стојнице су мењале изглед у складу са стилским раздобљем у којем су настале. Углавном су ручно осликаване, каткад садрже и ознаке мануфактуре у којој су настале, а власници апотека су стављали на дно и своје ознаке. Карактеристика сваке стојница је сигнатура на којој је исписан назив садржаја и практично представља име стојнице. Сигнатуре су се у прошлости ручно и веома пажљиво израђивале и биле су карактеристичне тако да се према њој могло одредити из које апотеке потиче стојница.
У Музеју за историју фармације у Београду чува се збирка од око хиљаду стојница различитих облика, величина и материјала. Посебан значај има подзбирка стојница из прве државне апотеке, Правителствене апотеке, која је отворена 1836. године у Крагујевцу. Најстарије стојнице збирке представљају стаклене стојнице које потичу из апотеке Код златног орла која се налазила у Петроварадину.

## Галерија
- Стојница за кору хининовца из 18. века
- Стаклене стојнице са почетка 20. века
- Керамичке стојнице
- Стојница за опијум у музеју у Хајделбергу
- Стојница за териак из болничке апотеке у Бону
- Стаклене стојнице из апотеке Apteka pod Orłem у Кракову